# Microsoft Translator
Microsoft Translator est un outil de traduction automatique multilingue fourni par Microsoft. Microsoft Translator fait partie de Microsoft Cognitive Services et est intégré à plusieurs produits grand public, pour les développeurs et les entreprises ; comme Bing, Microsoft Office, SharePoint, Microsoft Bord, Microsoft Lync, Yammer, Skype Translator, Visual Studio, Internet Explorer, et l'application Microsoft Translator est disponible pour Windows, Windows Phone, iPhone, Apple Watch, Android et Android Wear.
Microsoft Translator propose également la traduction de texte et de parole via des services cloud pour les entreprises. Le service de traduction de texte via l'API Translator Text va d'un niveau gratuit prenant en charge deux millions de caractères par mois à des niveaux payants prenant en charge des milliards de caractères par mois. La traduction vocale via les services Microsoft Speech est proposée en fonction de l'heure du flux audio.
Le service prend en charge la traduction de texte entre de nombreuses langues et variétés de langues. Il prend également en charge plusieurs systèmes de traduction vocale qui alimentent actuellement la fonction de conversation en direct de Microsoft Translator, Skype Translator et Skype pour Windows Desktop, ainsi que les applications Microsoft Translator pour iOS et Android.

## Développement

### Histoire
La première version du système de traduction automatique de Microsoft a été développée entre 1999 et 2000 au sein de Microsoft Research. Ce système était basé sur des structures sémantiques prédicat-argument connues sous le nom de formes logiques (LF) et était dérivé de la fonction de correction grammaticale développée pour Microsoft Word. Ce système a finalement été utilisé pour traduire l'intégralité de la base de connaissances Microsoft en espagnol, français, allemand et japonais.
L'approche de Microsoft en matière de traduction automatique, comme la plupart des systèmes de traduction automatique modernes, est « axée sur les données » : plutôt que de s'appuyer sur l'écriture de règles explicites pour traduire, les algorithmes sont formés pour comprendre et interpréter les textes parallèles traduits, ce qui leur permet d'apprendre automatiquement comment traduire un nouveau texte. L'expérience de Microsoft avec le système LF a conduit directement à un système de traduction d'arbres qui a simplifié le LF en arbres de dépendance et finalement à un modèle de modèle de commande, améliorant considérablement la vitesse et permettant l'incorporation de nouvelles langues cibles[réf. nécessaire].
Le site de traduction destiné aux consommateurs connu sous le nom de Bing Translator (anciennement connu sous le nom de traducteur Windows Live) a été lancé en 2007 et fournit des traductions gratuites de textes et de sites Web sur le Web. Le texte est traduit directement dans la page Web Bing Translator, tandis que les sites Web sont traduits via les outils Bilingue Viewer[réf. nécessaire].
En 2011, le service a été étendu pour inclure de nombreux produits Microsoft Translator via une interface de programmation d'applications basée sur le cloud, qui prend en charge les produits disponibles à la fois pour les utilisateurs grand public et les utilisateurs d'entreprise. Une capacité supplémentaire de traduction vocale a été introduite en mars 2016.
En mai 2018, une mise à jour de l'API a été introduite. Cette nouvelle version proposait la traduction automatique neuronale comme méthode de traduction par défaut. En plus de la traduction, la nouvelle version comprend la translittération et un dictionnaire bilingue pour rechercher des mots, trouver des traductions alternatives et afficher des exemples dans les phrases.
La traduction vocale a été intégrée aux services Microsoft Speech en septembre 2018, offrant une traduction de bout en bout de la parole, de la parole en texte et du texte en parole[réf. nécessaire].

### Méthodologie de traduction et recherche
Microsoft Translator utilise la traduction automatique pour créer des traductions instantanées d'une langue à une autre. Ce système est basé sur quatre domaines distincts de recherche en apprentissage informatique présentés ci-dessous.
| Type d'apprentissage                                 | Impact sur la traduction |
| ---------------------------------------------------- | --- |
| Réseaux de neurones Traduction automatique neuronale | Les réseaux de neurones tentent d'imiter le fonctionnement du cerveau pour traduire entre les langues. À haut niveau, la traduction des réseaux de neurones fonctionne en deux étapes. Tout d'abord, une première étape modélise le mot qui doit être traduit en fonction du contexte de ce mot (et de ses traductions possibles) dans la phrase complète. Deuxièmement, le réseau de neurones traduit ce mot modèle (pas le mot lui-même mais le modèle que les réseaux de neurones en ont construit), dans le contexte de la phrase, dans l'autre langue. La traduction automatique neuronale est la méthode de traduction par défaut pour l'API Microsoft Translator. |
| SMT basé sur la syntaxe                              | La traduction basée sur la syntaxe est basée sur l'idée de traduire des unités syntaxiques, plutôt qu'un mot ou une chaîne de mots. Microsoft a utilisé SMT basé sur la syntaxe pour traduire une grande partie de ses textes informatiques de l'anglais vers plusieurs langues cibles. Les recherches en cours dans ce domaine ont produit des améliorations dans les flexions des mots et l'ordre des mots. |
| SMT basé sur des phrases                             | Dans le SMT basé sur des phrases, la machine apprend la correspondance entre les langues à partir d'un texte parallèle sans l'aide de connaissances linguistiques. Cela produit de meilleures traductions en moins de temps que les autres systèmes. |
| Alignement des mots du bitexte                       | Les systèmes SMT s'appuient sur les données traduites existantes pour apprendre à traduire automatiquement d'une langue à une autre. Pour former les systèmes, l'identification des correspondances de mots (ou des alignements de mots) est cruciale. Microsoft a développé des travaux dans les approches discriminatives et génératives de l'alignement des mots, ce qui se traduit par des algorithmes plus rapides et une qualité et des traductions supérieures. |
| Modélisation du langage                              | La modélisation du langage utilise des modèles n-grammes pour construire des traductions compréhensibles dans la langue cible. Cela garantit que la traduction de sortie est fluide et lisible. |

### Précision
La qualité des résultats de traduction automatique de Microsoft Translator est évaluée à l'aide d'une méthode appelée score BLEU.
BLEU (Bilingual Evaluation Understudy) est un algorithme d'évaluation de la qualité d'un texte traduit automatiquement d'une langue à une autre. La qualité est considérée comme la correspondance entre le rendement d'une machine et celui d'un humain. BLEU a été l'une des premières métriques à obtenir une corrélation élevée avec les jugements humains sur la qualité, et reste l'une des métriques automatisées et peu coûteuses les plus populaires.
Parce que la traduction automatique est basée sur des algorithmes statistiques plutôt que sur des traducteurs humains, les traductions automatiques qu'elle produit ne sont pas toujours tout à fait exactes. Microsoft Translator a introduit diverses fonctionnalités de rétroaction, telles que le cadre de traduction collaborative, dans ses produits pour permettre aux utilisateurs de suggérer des traductions alternatives. Ces traductions alternatives sont ensuite intégrées dans les algorithmes de Microsoft Translator pour améliorer les futures traductions.
En novembre 2016, Microsoft Translator a introduit la traduction à l'aide de réseaux de neurones profonds dans neuf de ses langues à fort trafic, y compris toutes ses langues parlées et le japonais. Les réseaux de neurones offrent une meilleure traduction que l'apprentissage automatique statistique standard de l'industrie.

## Produits de base
Microsoft Translator est une API basée sur le cloud qui est intégrée à de nombreux produits et services Microsoft. L'API Translator peut être utilisée seule et peut être personnalisée pour une utilisation dans un environnement de pré-publication ou de post-publication. L'API, qui est disponible par abonnement, est gratuite pour les volumes de traduction inférieurs et est facturée selon un système de paiement échelonné pour les volumes dépassant deux millions de caractères par mois. Les produits de base restants sont disponibles gratuitement.

### Traduction cloud Microsoft Translator
Microsoft Translator est un service de traduction automatique basé sur le cloud qui peut être utilisé pour créer des applications, des sites Web et des outils nécessitant une prise en charge multilingue.
- Traduction de texte : l'API de texte Microsoft Translator peut être utilisée pour traduire du texte dans l'une des langues prises en charge par le service.
- Traduction vocale : Microsoft Translator est intégré aux services Microsoft Speech, une API basée sur REST de bout en bout qui peut être utilisée pour créer des applications, des outils ou toute solution nécessitant une traduction vocale multilingue. La traduction parole à parole est disponible vers ou depuis n'importe laquelle des langues de conversation, et la traduction parole en texte est disponible à partir des langues de conversation vers l'un des systèmes linguistiques pris en charge par Microsoft Translator.

### Custom Translator
Custom Translator est une fonctionnalité des services Microsoft Translator qui permet aux entreprises, aux développeurs d'applications et aux fournisseurs de services linguistiques de créer des systèmes de traduction neuronale qui comprennent la terminologie utilisée dans leur propre entreprise et secteur. Les traductions personnalisées peuvent ensuite être livrées dans des applications, des flux de travail et des sites Web existants à l'aide d'un appel normal à l'API Microsoft Translator. Le traducteur personnalisé peut être utilisé lors de la traduction de texte avec l'API Microsoft Translator Text et lors de la traduction vocale avec les services Microsoft Speech.

### Fonctionnalité en direct
Un traducteur universel personnel qui permet à jusqu'à 500 personnes d'avoir des conversations traduites en direct, multi-appareils, multilingues et en personne. Cette fonctionnalité est actuellement gratuite et disponible dans les applications Microsoft Translator (Android, iOS ou Windows) et à partir du navigateur.

### Microsoft Translator Hub
Le Microsoft Translator Hub permet aux entreprises et aux fournisseurs de services linguistiques de créer leurs propres systèmes de traduction qui comprennent la terminologie spécifique à l'entreprise et à l'industrie. Le Hub peut également être utilisé conjointement avec le CTF, permettant aux administrateurs d'approuver les résultats du CTF et de les ajouter directement au Hub. Microsoft Translator Hub est uniquement disponible pour la traduction automatique statistique et ne peut pas être utilisé avec la dernière version de l'API Microsoft Translator.
Le Hub a également été utilisé pour la préservation de la langue, permettant aux communautés de créer leurs propres systèmes de traduction linguistique pour la préservation de la langue et de la culture. Le Hub a été utilisé pour créer des systèmes de traduction pour des langues telles que le hmong, le maya, le népalais et le gallois.

### Multilingual App Toolkit (MAT)
Le Multilingual App Toolkit (MAT) est un outil Visual Studio intégré, qui permet aux développeurs de rationaliser les workflows de localisation de leurs applications Windows, Windows Phone et de bureau. MAT améliore la localisation de la gestion des fichiers, de la prise en charge de la traduction et des outils d'édition.

## Application Web Microsoft Translator
Microsoft Translator (anciennement Live Search Translator, Windows Live Translator et Bing Translator) est un portail de traduction destiné aux utilisateurs fourni par Microsoft dans le cadre de ses services Bing pour traduire des textes ou des pages Web entières dans différentes langues. Toutes les paires de traduction sont alimentées par Microsoft Translator, une plate-forme de traduction automatique neurale et un service Web, développé par Microsoft Research, en tant que logiciel de traduction principal. Deux paires de translittération (entre chinois (simplifié) et chinois (traditionnel)) sont fournies par l'équipe Windows International de Microsoft.
Bing Translator peut traduire des phrases saisies par l'utilisateur ou acquérir un lien vers une page Web et le traduire entièrement. Lors de la traduction d'une page Web entière, ou lorsque l'utilisateur sélectionne « Traduire cette page » dans les résultats de recherche Bing, la visionneuse bilingue s'affiche, ce qui permet aux utilisateurs de parcourir le texte et la traduction de la page Web d'origine en parallèle, pris en charge par les surlignages synchronisés, le défilement, et navigation. Quatre dispositions de visionneuse bilingue sont disponibles :
- Côte à côte ;
- Haut et bas ;
- Original avec traduction au survol ;
- Traduction avec survol original.

Bing Translator s'intègre à plusieurs autres produits Microsoft. Voici un tableau des produits dans lesquels Bing Translator est intégré ou peut être intégré :
| S'intègre dans       | Moyenne d'intégration                                 |
| -------------------- | ----------------------------------------------------- |
| Bing Instant Answers | Déjà intégré                                          |
| Internet Explorer    | Un accélérateur pour Internet Explorer 8 ou supérieur |

## Produits pris en charge
Grâce à ses offres de produits de base, Microsoft Translator prend en charge les fonctionnalités de traduction de nombreux produits Microsoft aux niveaux des particuliers et des entreprises. Ces produits se répartissent globalement en trois catégories : produits de communication, Microsoft Office et applications.
Communication
- Lync
- SharePoint
- Yammer
- Skype Translator

Microsoft Office
- Excel
- OneNote
- Outlook
- PowerPoint
- Publisher
- Visio
- Word
- Word Online

Applications
- Application Web (translator.microsoft.com)
- Windows et Windows 10
- Windows Phone
- iPhone et Apple Watch
- Téléphone Android et Android Wear
- Kindle Fire
- Skype Translator
- Microsoft Edge
- Microsoft SwiftKey

## Produits obsolètes

### Collaborative Translation Framework (CTF)
Le Collaborative Translation Framework (CTF) est une extension de l'API Microsoft Translator qui permet l'amélioration post-publication du texte traduit. En utilisant le CTF, les lecteurs ont la possibilité de suggérer des traductions alternatives à celles fournies par l'API, ou de voter sur des alternatives précédemment proposées. Ces informations sont ensuite transmises à l'API pour améliorer les futures traductions.

### Translator Web Widget
Le Translator Web Widget est un outil de traduction qui peut être ajouté aux pages Web en collant un extrait prédéfini de code JavaScript dans la page. Le widget Web est offert gratuitement par Microsoft et prend en charge à la fois la pré-publication de traductions personnalisées à l'aide de Translator Hub et les améliorations post-publication à l'aide de Collaborative Translation Framework.

## Langues prises en charge
À compter de décembre 2017, Microsoft Traduction prend en charge 60 langues différentes. La liste des langues prises en charge est disponible sur le site web de Microsoft Traduction et peut également être récupérée par programmation via l'API.
En octobre 2021, logiciel de traduction de Microsoft est désormais capable de traduire 103 langues dont le tibétain à partir d'autres langues, mais avec quelques réserves,.
Depuis mars 2023, Microsoft Translator prend en charge 124 langues et variétés de langues. La liste des langues prises en charge est disponible sur le site Web de Microsoft Translator et peut également être récupérée par programmation via les services cloud.

## Partenaires communautaires
Microsoft Translator s'est engagé avec des partenaires de la communauté pour augmenter le nombre de langues et améliorer la qualité globale de la traduction. Vous trouverez ci-dessous une liste des partenaires communautaires avec lesquels Microsoft Translator s'est associé.
- Centre CNGL pour le contenu intelligent mondial ;
- Partenaires linguistiques Hmong - Hmong Daw ;
- Université Jawaharlal Nehru - ourdou ;
- Senedd Cymru (le Parlement gallois, en partenariat avec l'Assemblée nationale du Pays de Galles) - gallois ;
- Tilde - estonien, letton, lituanien ;
- Traducteurs Sans Frontières - Swahili ;
- Appen - Philippin (tagalog), malgache, samoan, tahitien, tonguien ;
- Gouvernement du Nunavut - Inuktitut ;
- Université de technologie d'Auckland - Maori ;
- Université de Waikato - Maori ;
- Gouvernement de l'État de Querétaro - Querétaro Otomi ;
- Institut de la langue klingonne - Klingon.

De plus, Microsoft s'est associé au Klingon Language Institute, qui promeut le langage construit, Klingon, qui est utilisé dans l'univers fictif de Star Trek produit par Paramount et CBS Studios. Klingon est pris en charge par Microsoft Translator depuis mai 2013.

#### Développement logiciel
- (en) « Microsoft Translator Team Blog ».
- (en) « Microsoft Translator on the Microsoft Developer Network ».